# James Purdy
James Otis Purdy (Fremont, 17 de julho de 1914 – Englewood, 13 de março de 2009) foi um romancista, contista, poeta e dramaturgo norte-americano que, desde sua estreia em 1956, publicou mais de uma dúzia de romances e muitas coleções de poesia e contos. Seu trabalho foi traduzido para mais de 30 idiomas e em 2013 seus contos foram coletados em The Complete Short Stories of James Purdy .
Ele foi elogiado por escritores tão diversos como Edward Albee, James M. Cain, Lillian Hellman, Francis King, Marianne Moore, Dorothy Parker, Dame Edith Sitwell, Terry Southern, Gore Vidal (que descreveu Purdy como "um autêntico gênio americano"), Jonathan Franzen (que o chamou, em Farther Away, de "um dos escritores mais subestimados e subestimados da América"), Andrew Norman Wilson e Jane Bowles e Paul Bowles.
Purdy recebeu o prêmio Morton Dauwen Zabel Fiction da Academia Americana de Artes e Letras (1993) e foi indicado ao PEN / Faulkner de 1985 por seu romance On Glory's Course (1984). Além disso, ele ganhou duas bolsas Guggenheim (1958 e 1962) e bolsas da Fundação Ford (1961) e da Fundação Rockefeller.
Ele trabalhou como intérprete e deu palestras na Europa com a United States Information Agency.

## Crítica literária com pontos de vista sobre os obstáculos à aceitação mais ampla
Ao longo de todo o seu trabalho, ele lidou principalmente com minorias ou excluídos. Mulheres, negros, nativos americanos, homossexuais (vivendo longe da comunidade gay convencional) - literalmente qualquer um que pudesse ser visto fora do círculo de aceitabilidade "normal". Na verdade, seu conto final, Adeline, escrito aos 92 anos, é um conto de aceitação transgênero.

### Cartas
- "The Correspondence of James Purdy and John Cowper Powys 1956–1963", editado com introdução de Michael Ballin e Charles Lock. Powys Journal, Vol. XXIII (Aug. 2013).